# Municipio de Brown (Dakota del Norte)
El municipio de Brown (en inglés: Brown Township) es un municipio ubicado en el condado de McHenry en el estado estadounidense de Dakota del Norte. En el año 2010 tenía una población de 80 habitantes y una densidad poblacional de 0,87 personas por km².

## Geografía
El municipio de Brown se encuentra ubicado en las coordenadas 47°58′51″N 100°53′46″O / 47.98083, -100.89611. Según la Oficina del Censo de los Estados Unidos, el municipio tiene una superficie total de 91.75 km², de la cual 91,21 km² corresponden a tierra firme y (0,58 %) 0,53 km² es agua.

## Demografía
Según el censo de 2010, había 80 personas residiendo en el municipio de Brown. La densidad de población era de 0,87 hab./km². De los 80 habitantes, el municipio de Brown estaba compuesto por el 98,75 % blancos y el 1,25 % eran de una mezcla de razas. Del total de la población el 0 % eran hispanos o latinos de cualquier raza.